# Свети Егидий (Бардейов)
„Свети Егидий“ (на словашки: Bazilika svätého Egídia) е енорийска католическа църква, базилика в преобладаващо неоготически стил, основана в началото на 13 век, с издигането на цистерциански манастир в Бардейов (Прешовски край, Словакия). Намира се в северната част на кметския площад на града. От 1970 г. е включен в списъка на националните паметници на културата на Словакия. На 23 ноември 2000 г. папа Йоан Павел II присвоява титлата Малка базилика на храма. На 2 декември същата година, базиликата „Св. Егидий“, като неразделна част от историческия център на Бардейов, е включена в списъка на световното културно и природно наследство на ЮНЕСКО.

## История
Манастирската църква „Св. Егидий“ е основана от монаси от цистерцианския орден по време на изграждането на манастир в Бардейов през 12 – 13 век. Според други източници цистерцианският манастир в Бардейов е основан по инициатива на унгарския крал Андраш II (1205 – 1235) в началото на 13 век. Нито годината, нито точното място на построяване на този манастир не са известни със сигурност, но съществуването му частично се потвърждава от местните топоними на Бардейов, като „Монашески поток“ (Mníchovský potok), „Манастирски ливади“ (Kláštorné lúky) и градския район „Отвъд рая“ (Za rajom).
По този начин базиликата е втората най-стара църква в архиепископия Кошице. Първите писмени свидетелства за съществуването на църквата „Св. Егидий“ датират от 1247 г., когато унгарският крал Бела IV в своя харта, която обезпечава поземлените притежания на цистерцианския манастир в Бардейов за немските заселници от Прешов, споменава църквата като част от този манастир (в хартата се споменава fratres de Copryvnicza Cisterciensis ordinis apud Ecclesiam Sancti Egidii de Bardfa – „братя от цистерцианския орден от Копршивница в църквата „Св. Егидий“ в Бардейов“). Територията на манастира и неговите владения е наречена в този документ Terra Bardfa. Известно е, че през 1269 г. в Бардейов по политически причини вече няма монаси цистерцианци и няма документални доказателства за по-нататъшната съдба на техния манастир и църква. Terra Bardfa е преобразувана в селището Бардейов.
Изграждането на настоящата църква от базиличен тип е започнато най-вероятно през XIV век. В началото на XIV век унгарският крал Роберт Анжуйски (1312 – 1342 г.) отдава селището Бардейов, което вече е станало доста голямо по това време, на рицаря Лаврентий, в негово наследствено владение. През 1320 г. кралят освобождава немските заселници от Силезия от плащането на данъци с харта и им предоставя други привилегии. В този документ се споменава, че „общността на Бардей“ (Civitas Bardpha) има свой рихтарж и енорийски свещеник, на които жителите са длъжни да плащат половин десятък, както и собствена църква. Изследователите смятат, че хартата се отнася конкретно до църквата „Св. Егидий“. В допълнение, това показва съществуването на местна енория. Следващият унгарски крал Лайош I Велики, през 1352 г. със своя грамота, дава на Бардейов правото да провежда осемдневен градски панаир, започвайки от 1 септември всяка година – деня на почитането на свети Егидий, покровител на църквата и самия град. Предоставянето на статут и привилегии на свободен кралски град от крал Лайош I на Бардейов през 1376 г., изследователите също свързват със съществуването на католическа енория и енорийска църква в нея.
Базиликата започва да придобива своя съвременен облик през втората половина на 15 век при крал Матяш Корвин. За храм под формата на трикорабна базилика с прости аркади се споменава още през 1427 година. През 1448 – 1454 г. под ръководството на бардейовския зидар Микулаш Лапициди са завършени презвитерия и сакристията, както и храмовият параклис над него. Изграждането на храма е напълно завършено през 1464 година. Тъй като балансът на църквата е нарушен по време на строителството, сводът на църквата скоро се срутва, след което се извършва нова реконструкция, по време на която е добавен средният неф. През 1482 – 1486 г. бардейовският майстор Урбан добавя параклиса на Дева Мария към южната страна, параклиса над главния вход и параклиса на Свети Андрей. Параклисът на Дева Мария е построен през 1483 г. за сметка на вдовицата на търговеца от Бардейов Петер Магер, Вероника, дарила 3000 флорина на храма, поради което понякога се нарича параклис на Вероника Магерова. Между 1486 и 1487 г. майстор Ян Стемасек от Ансбах построява горните етажи на кулата на храма и ги украсява с каменна облицовка. Десет години по-късно е завършено изграждането на пирамидалния покрив на кулата, който е увенчан със златна сфера и кръст.
През 1525 г. Бардейов се присъединява към Реформацията. През 1527 г. местният католически енорийски пастор Крищоф е отстранен от длъжност и експулсиран от града (точно както после и монасите-августинци са изгонени от Бардейов) и оттогава църквата „Свети Егидий“ служи основно за духовните нужди на германското население на града, което е основният проводник на идеите на Реформацията. През този период от южната страна на църквата е имало гробище, оградено с каменна ограда. През 1557 г. в Бардейов се провежда църковен конгрес на пет източнословашки града, чиято цел е „премахване на традиционните суеверия на църквата“, и по-специално ритуала за благославяне на водата. Поддръжниците на крипто-калвинизма правят опити да лишат храма от неговата великолепна вътрешна украса (премахване на олтари, изображения и скулптури), което е предотвратено само благодарение на усилията на по-умерените протестанти, по-специално усилията на лутеранския хуманист и реформатор Леонард Стокцел и членове на градския съвет на Бардейов. Украсата е запазена, но в радикалните протестантски среди се утвърждават определенията „еретици“ и „защитници на идолите“ за сподвижниците на умерената бардейовска църква. Храмът е прекатоличен през 1671 г.
В Новото време храмът е ремонтиран няколко пъти. През 1517 и 1519 г. сводът е ремонтиран и са реконструирани опорните стълбове, през 1550 – 1551 г. е ремонтирана кулата. През същия век италианските братя майстори Лудовико и Бернардо Пело от Лугано обединяват покривите на южните параклиси, създавайки ренесансовия южен нартекс на църквата. През 1651 – 1655 г. старият готически олтар е заменен от нов раннобароков олтар. Също през 1655 г. готическите врати на храма са заменени с барокови. През 1640 г. храмът е силно повреден от пожар, в резултат на което балансът на храмовата кула е нарушен. По тази причина през 1669 г. срещу южната страна на храма е издигната камбанария, в която са преместени камбаните на кулата. Това обаче не спасява кулата – в резултат на земетресението на 29 януари 1725 г. и последвалата силна буря, тя се срутва. Храмът остава без кула до 70-те години на 19 век. 
По време на въстанието на Ференц Ракоци, Бардейов през 1705 г. е окупиран от бунтовници и енорийската църква „Свети Егидий“ отново става протестантска. Това продължава до 1710 г., когато градът е окупиран от императорските войски и храмът е повторно католицизиран.
Силен пожар, който се случва в града на 22 април 1878 г., разрушава покрива на църквата и поврежда нейните сводове, докато вътрешността на църквата остава неповредена. През 1879 – 1899 г. храмът е реконструиран в неоготически стил по проект на унгарския архитект Имре Щайндел и под надзора на архитекта Фригис Шулек. По време на реконструкцията кулата на храма е възстановена, камбанарията от 17 век и огражденията от южната страна са премахнати, покривът над параклисите и главният неф са възстановени. Зад църквата Свети Егидий е разположен парк. Следващият път покривът на храма е ремонтиран през 1963 – 1964 година. През 90-те години на ХХ век се работи по възстановяването на външната каменна облицовка на храма и кулата.
През 1970 г. храмът е включен в списъка на националните паметници на културата на Словакия. Папа Йоан Павел II, в свое апостолско бреве (послание) от 23 ноември 2000 г. дава на църквата „Св. Егидий“ в Бардейов титлата Малка базилика.
Освен че изпълнява основната си духовна функция като енорийска църква, базиликата „Свети Егидий“ служи като място за провеждане на различни културни събития, като например фестивали на органна музика.

## Описание
Църквата Свети Егидий е трикорабна базилика в готически стил с многоъгълен презвитерий, сакристия, два параклиса и кула, пристроена от западната страна. Базиликата е дълга 50 метра и широка 31 метра. Централният неф е висок 24 метра. Шестетажната кула на базиликата, висока 76 метра, е една от най-високите храмови кули в Словакия. На четвъртия етаж на кулата има камбанария, а на шестия етаж е наблюдателна площадка. Две камбани, Ян и Урбан, са заменени с нови през 1995 г., третата – Сигнум, е направена през 1625 година. Старите камбани, Ян и Урбан, (направени през 1584 г.) са поставени пред базиликата. Базиликата има капацитет от около 3000 души с 500 седящи места..
От стенописите по южните стени на първия етаж на кулата на храма, изобразяващи тримата крале на Унгария, както и Свети Христофор са запазени само фрагменти. Тези стенописи са създадени през 1521 г. от майстор Ян Краус. Оцелели са бронзов купел от първата половина на 15 век, към който през 17 век е добавен меден капак с изписани върху него библейски цитати, и страничните олтари от 15 и 16 век.
В отделна стая над сакристията, до параклиса „Света Екатерина“, се е намирало храмовото книгохранилище – най-старата библиотека в Бардейов, която е първата в Кралство Унгария, превърната около 1540 г. в обществена градска библиотека. От 1915 г. колекцията от книги на църквата „Свети Егидий“ се съхранява в Унгарския национален музей в Будапеща.

## Галерия
- Статуя на Свети Егидий над южния вход на базиликата
- Базилика Свети Егидий и кметския
площад на Бардейов
- Южният вход на базиликата
- Бронзов купел,
 първата половина на 15 век
- Старите камбани Ян и Урбан
- Интериор